# 투투 (음악 그룹)
투투(Two-Two)는 대한민국의 혼성 댄스 팝 음악 그룹이었다. 1994년 4월부터 1996년까지 활동했다.
이 음악 그룹이 다분히 결성될수 있었던 첫 동기 및 계기는 1993년 여름에 서운중학교 동기 동창인 오지훈과 유현재가 제주도 제주 및 서귀포로 MT를 가서 음악 그룹에 대한 계획을 구상했고, 둘은 1991년부터 알고 지냈던 인창고등학교 출신 김지훈과 함께 1994년 3월에 프로젝트 그룹으로 투투를 결성했다. 1993년 가을에 서울특별시 관악구 봉천동에 위치한 원룸에 작업실 겸 숙소를 마련했고 오지훈, 유현재만 거주해오다가 1994년부터 김지훈도 함께 거주했고 오지훈의 휴대폰을 팔아 월세 보증금을 내는 등 의식주 비용을 세 명이 부담했다. 
본래 투투는 남성 보컬 솔로곡으로 데뷔가 정해졌으나 음반 수록곡을 들은 투투가 소속된 기획사 휘트니스 대표의 조언을 듣고 《일과 이분의 일》로 타이틀 곡을 변경했으며, 노래의 여성 보컬리스트 내정자 및 당시 서울예고 무용학과 3학년 재학 이윤정 양이 아버지의 반대로 인해 방송 무대에 설 수 없는 상황에 처하자 객원 멤버로 KBS TV는 해결사에서 데뷔한 배우 황혜영을 영입했다. 투투는 1994년 5월 1일에 KBS 2TV 《홈런! 일요일》에서 여성 객원 멤버 1명을 둔 남성 3인조 그룹으로 데뷔했으며, 김지훈의 시원한 보컬로 많은 인기를 끌었다. 일과 이분의 일로 인기를 끌자 기획사에서 1994년 8~9월 경 서울특별시 강남구 청담동에 투투의 숙소(김지훈, 오지훈, 유현재 거주)를 마련해주었다. 
객원멤버인 황혜영은 1994년 12월 31일에 객원 멤버로서 계약이 만료되었고 1995년부터 연기자로 활동하기 위해 다른 기획사로 소속을 옮겼다.  그룹의 정식 멤버 중에 하나인 유현재가 1994년 12월 26일 방위병으로 입대하면서 그룹을 탈퇴했으며, 리더 오지훈이 1995년 5월부터 공익복무요원으로 복무하면서 그룹이 해체(1차)했다. 황혜영은 배우로 복귀했지만  이렇다할 성과를 보이지 못했다.
그 뒤, 2집에서는 1집의 정식 멤버인 김지훈을 리더로, 1집에서 객원 멤버로 참여했던 황혜영이 객원 멤버로 다시 참여했으며 임성은과 김준(본명 박진성)을 객원 멤버로 영입했지만 1996년에 김지훈이 군 입대를 하면서 1996년 1월 해체(2차)했다. 3집에서는 '뉴투투'란 이름을 통해 2년 간 객원 멤버로 참여했던 황혜영 외에  김재우, 김진, 김석민이 새롭게 합류했지만 메인 보컬이었던 김지훈이 군 입대로 탈퇴한 공백 탓인지  이렇다할 성과를 올리지 못하자 3집을 끝으로 또다시 해체했다.(3차) 
뉴투투 출신 김석민과 투투의 정식 멤버 김지훈은 듀크로 활동하기도 했다.
1994년 당시 신인 인기 댄스 팝 음악 그룹으로 급부상하던 차에 KBS 드라마 《딸부잣집》에서 투투 1집 수록작 《내 인생의 러시아워》를 리메이크한 《딸부잣집》(보컬: 오지훈)이 드라마 OST로 사용되었다.

## 이전 구성원
| 이름   | 소개 |
| ------ | --- |
| 오지훈 | - 이름: 오지훈 - 생년월일: 1973년 4월 7일(52세) - 출생지: 대한민국 서울특별시 - 학력: 단국대학교 서양화과 중퇴 - 포지션: 리더, 프로듀서, 키보디스트, 기타리스트 - 활동기간: 1994년 4월 ~ 1995년                                         |
| 황혜영 | - 이름: 황혜영 - 생년월일: 1973년 4월 22일(51세) - 출생지: 대한민국 강원도 평창군 - 학력: 서울예술전문대학 방송연예과 전문학사 - 포지션: 서브보컬 - 활동기간: 1994년 4월 ~ 1996년                                                       |
| 김지훈 | - 이름: 김지훈 - 생년월일: 1973년 3월 21일 - 출생지: 대한민국 서울특별시 - 사망일: 2013년 12월 12일(40세) - 사망지: 대한민국 서울특별시 - 학력: 명지전문대학 실용음악과 전문학사 - 포지션: 메인보컬 - 활동기간: 1994년 4월 ~ 1996년 1월 |
| 유현재 | - 이름: 유현재 - 생년월일: 1973년 6월 6일(51세) - 출생지: 대한민국 인천광역시 - 학력: 명지실업전문대학 기계설계학과 중퇴 - 포지션: 베이시스트, 드러머 - 활동기간: 1994년 4월 ~ 1994년 12월                                              |

## 음반
1집 TWO TWO (1994년) (녹음 참여: 김지훈, 오지훈(리더), 유현재, 이윤정)
(활동 구성원: 김지훈, 오지훈, 유현재, 황혜영(객원 멤버))
- 《일과 이분의 일》
- 《내 인생의 러시아워》
- 《너의 눈에 슬픈비가 내리고 (Version 1.0)》
- 《너의 눈에 슬픈비가 내리고 (Version 2.0)》
- 《그대 눈물까지도》
- 《홀로 지낸 기억》
- 《재수생》
- 《음주운전》

2집 TWO TWO 2 (1995년) (활동 구성원 : 김지훈(리더), 황혜영(객원 멤버), 임성은(객원 멤버), 김준(본명: 박진성)(객원 멤버))
- 《바람난 여자》
- 《니가 내것이 되갈수록》
- 《미소를 띄우며 나를 보낸 그 모습처럼》
- 《어색한 미소》
- 《고백》
- 《널 위한 노래》
- 《잃어버린 너》
- 《Ben》
- 《Even Tear Drops In Your Eyes》
- 《One And A Half》

3집 New Two Two (1996년) (구성원 : 황혜영, 김재우, 김진, 김석민)
- 《최면속에서》
- 《이미지》
- 《Hero》
- 《약오르지》
- 《아침》
- 《외면》
- 《넌 내게로 그리고 난》
- 《잃어버린 너》
- 《프롤로그》

비정규 합작 음반
`94 내일은 늦으리 (1994년)
- 《아름다운 세상으로》 - Various Artists
- 《의식구조》 - 김건모
- 《잃어버린 계절의 순수함에 대하여》 - 김현철
- 《지금 미래가 시작되고 있다 2》 - 이승환
- 《미래가 아름다운 건》 - 전일식
- 《그땐 너무》 - 미스터 투
- 《새가 나는 곳》 - 부활
- 《어머니의 노래 2》 - 김종서
- 《다시 볼 수 없는...》 - 피노키오
- 《내가 꿈꾸던 내일》 - 노이즈
- 《용사의 외침》 - 투투
- 《상실》 - 김종서, 서태지와 아이들

룰라와 투투의 크리스마스 (1994년) (멤버 : 룰라 & 투투)
- 《울면 안돼》
- 《Silver Bell》
- 《루돌프 사슴코》
- 《Jingle Bell》
- 《저 들밖에 한밤중에》
- 《동화속의 크리스마스》
- 《석별의 정》
- 《꿈속의 크리스마스》
- 《White Christmas》

## 출연작

### CF 광고
- (주) 마이크로 - 마이크로 터치 샤프 (1994)
- 미코팬시 (1994)
- 롯데제과 개성파 초코 바 (1) 개성파 초코 바 (2) (1994)
- 한국종합유선방송협회 30개의 채널 케이블 TV(1994)

### TV 프로그램
1994년
- 1994.05.01. KBS 2TV 《홈런! 일요일》
- 1994.05.29. MBC 《우정의 무대》 260회 (육군 뇌종돌격부대 편)
- 1994.06.23. KBS 2TV 《기쁜 우리 젊은 날》 - 김포공항 경비대 방문 편 (송창식, 신효범, 여행스케치, 태진아, 심신 출연)
- 1994.07.03. SBS 《순간포착 당신이 특종》 11회
- 1994.07.05. KBS 2TV 《지구촌 영상음악》 - 레게 열풍 가수들 출동
- 1994.07.10. MBC 《우정의 무대》 266회 (육군 필승공병부대 편)
- 1994.07.16. SBS 《기쁜 우리 토요일》 24회
- 1994.07.16. MBC 《토요일! 토요일은 즐거워》 400회 특집
- 1994.07.17. MBC 납량특집 일요일 일요일 밤에(제290회) - 한다면 한다[5]
- 1994.07.19. MBC 《오늘은 좋은 날》 81회 PD는 괴로워 편
- 1994.07.21. SBS 《콘테스트 내가 본 세상》 13회
- 1994.07.23. KBS 2TV 《연예가중계》 - 스타초대석
- 1994.07.28. KBS 2TV 《기쁜 우리 젊은 날》 - 서울 공릉동 드림랜드 편
- 1994.07.30. MBC 《해양스포츠 축제》 - 해변개그 가요제
- 1994.07.30. SBS 《기쁜 우리 토요일》 26회
- 1994.07.31. MBC 《TV 인생극장》
- 1994.08.06. SBS 《기쁜 우리 토요일》 27회
- 1994.08.07. MBC 《TV 청년내각》16회 해외여행 자격심사 편
- 1994.08.13. KBS 2TV 《한 여름밤의 청소년 열린음악회》[6]
- 1994.08.23. KBS 2TV 《지구촌 영상음악》 - 서태지와 아이들, 투투의 스페셜 무대
- 1994.08.25. KBS 2TV 《기쁜 우리 젊은 날》 - 현대백화점 편(투투, 룰라, 김원준)
- 1994.08.27. MBC 《토요일! 토요일은 즐거워》
- 1994.08.27. MBC 《청춘시대 열린마당》 17회
- 1994.09.03. SBS, MBC, KBS 《21회 한국방송대상 시상식》
- 1994.09.10. MBC 《1994 우리 농산물 대축제-고향, 그 들판에 우리 사랑을 1부》
- 1994.09.18. KBS 2TV 《올스타청백전》
- 1994.09.20. SBS《94 가을 이선희 콘서트》 - 게스트 출연
- 1994.09.22. KBS 2TV 《기쁜 우리 젊은 날》 - 동국대학교 편
- 1994.09.25. SBS 《한국슈퍼모델선발대회》 - 초청가수 출연
- 1994.09.28. KBS 2TV 《밤과 음악사이》
- 1994.10.01. MBC 《토요일! 토요일은 즐거워》 408회
- 1994.10.11. KBS 2TV 《TV는 사랑을 싣고》- 투투, 진유영 출연
- 1994.10.22. MBC 《토요일! 토요일은 즐거워》 410회 (환경콘서트 내일은 늦으리 인터뷰)
- 1994.10.23. KBS 2TV  《톱스타 인생극장》
- 1994.10.26. MBC 《심리분석, 나》
- 1994.10.28. MBC 《샛강을 살립시다, 2부 - 생명의 강, 샛강이 죽어간다》
- 1994.11.06. MBC 《94 내일은 늦으리 2부》
- 1994.11.12. MBC 《토요일! 토요일은 즐거워》 413회 (토토기획: 백투더퓨쳐 편)
- 1994.11.14. SBS 《사랑으로 여는 세상》 - 오프닝 가수 출연
- 1994.12.04. SBS 《1994 서울가요대상》
- 1994.12.09. MBC 《특집「마약추방 콘서트 - 한번쯤도 안됩니다》
- 1994.12.18. SBS 《좋은 친구들》 35회
- 1994.12.27. SBS 《송년특집 94' 가요베스트》
- 1994.12.31. MBC 《토요일 토요일은 즐거워》420회

1995년
- 1995.01.01. KBS 2TV 《신세대가 간다》 - 새해 맞이 특집 생방송 쇼, (구본승, 투투, 룰라, 신은경, 이지은 출연)
- 1995.01.01. MBC 《일요일 일요일 밤에》 313회, 스타들의 신년 메세지에 출연
- 1995.07.12. KBS 2TV 《가요톱텐》 - 바람난 여자로 컴백소식을 알림
- 1995.07.15. KMTV 《쇼 뮤직탱크》 - '바람난 여자' 데뷔 무대
- 1995.07. Mnet 《고 엠네트 고》[7] : MC 데뷔
- 1995.08.13. MBC 《우정의 무대》육군3사관학교 편
- 1995.09.06. MBC 《우리 농축수산물 대축제》 - '고향, 그 달판에 우리 사랑을' 공연에 출연
- 1995.09.08. 현대방송(HBS) 《HBS 뮤직19》
- 1995.09.08. MBC 《추석특집 7대 빅이벤트쇼》 - 번지점프 편에 김지훈, 황혜영 출연
- 1995.09.17. SBS 《좋은 친구들》- 사랑학개론, 스튜디오 출연
- 1995.09.25. KBS 2TV《퍼즐특급열차》
- 1995.09.30. KBS 1TV 《우리는 한가족 희망의 미래로》
- 1995.09.30. KBS 2TV 《출발토요 대행진》 - 트로트 메들리로 출연
- 1995.10.07. SBS 《기쁜 우리 토요일》 87회
- 1995.10.08. MBC 《우정의 무대》 육군 승리부대 편
- 1995.10.23. 여성채널 GTV 《광화문 열린 패션쇼》 (현장 녹화는 1995.10.13)
- 1995.11.05. MBC 《우정의 무대》 제주지방경찰청 편
- 1995.11.11. KMTV 《쇼 뮤직탱크》 MC 데뷔무대
- 1995.11.19. MBC 《우정의 무대》 육군 용호부대 편
- 1995.12.02. MBC 《'신안유물선' 복원기념공연 '700년 전의 약속'》 - 한국측 가수로 출연
- 1995.12.24. MBC 《우정의 무대》 공군교육사령부 편
- 1995.12.25. KBS 1TV 《출동 TV 산타》

1996년
- 1996.07.20. MBC 《토요일 토요일은 즐거워》 492회
- 1996.07.25. MBC 《1318 힘을 내!》 7회 우신고등학교 편
- 1996.08.15. 현대방송(HBS) 《HBS 자유시간》 - 한여름밤의 댄스축제
- 1996.08.22. MBC 《1318 힘을 내!》 20회 춘천고등학교 편
- 1996.09.06. MBC 《TV 타고 세계로》 26회,「뉴투투의 세상보기」 달리는 양모들
- 1996.09.08. MBC 《우정의 무대》 374회 육군 동해충용포병부대 편

2016년
- 2016.05.31. JTBC 《투유 프로젝트 - 슈가맨》

## 사건
2013년 12월 12일에 투투의 멤버였던 김지훈이 자살로 생을 마감했다. 향년 41세였다.

## 수상 경력
| 연도   | 수상 내역                                                                                              |
| ------ | --- |
| 1994년 | - 대한민국 영상음반대상 신인상 - 서울가요대상 랩댄스 부문 대상 - KBS 가요대상 신인상 - 골든디스크 본상 |

### 가요 프로그램 1위
| 연도   | 수상 내역 (총 10회) |
| ------ | --- |
| 1994년 | - 일과 이분의 일 (총 10회) - 7월 17일 SBS 《TV가요20》 1위 - 7월 24일 SBS 《TV가요20》 1위 (2주 연속) - 8월 7일 SBS 《TV가요20》 1위 (3주 연속) - 8월 14일 SBS 《TV가요20》 1위 (4주 연속) - 8월 21일 SBS 《TV가요20》 1위 (5주 연속) - 7월 27일 KBS 《가요톱텐》 1위 - 8월 3일 KBS 《가요톱텐》 1위 (2주 연속) - 8월 10일 KBS 《가요톱텐》 1위 (3주 연속) - 8월 17일 KBS 《가요톱텐》 1위 (4주 연속) - 8월 24일 KBS 《가요톱텐》 1위 (5주 연속) |